# Zacatillo, un lugar en tu corazón
Zacatillo, un lugar en tu corazón, est une telenovela mexicaine diffusée en 2010 par Televisa.

## Distribution
- Ingrid Martz - Karla Abreu Campos de Zárate
- Jorge Aravena - Gabriel Zárate Moreno
- Laura Zapata - Miriam Solórzano de Gálvez
- Carmen Becerra - Adriana Pérez-Cotapo Echevarría
- Patricia Navidad - Zorayda Dumont de Zarate
- Arath de la Torre - Carretino Carretas/Gino Capuccino
- Alejandro Ibarra - Alejandro Sandoval
- Mike Biaggio - Fernando Galvez
- Arleth Terán - Hortensia "Tencha" de Carretas
- Héctor Ortega - Abundio Zárate
- Mariana Karr - Rosa Echevarría vda. de Pérez-Cotapo
- Maria Alicia Delgado - Alicia "Lichita" López y López
- Beatriz Moreno - Josefa "Pepita" López y López de Boturini
- Daniela Torres - Nora
- Isaura Espinoza - Belarmina
- Raquel Morell - Carmen
- Manuel Benítez - Don Manuel
- Liz Vega - Olga
- Yago Muñoz - Elisandro "Eli" de Jesús Zárate Dumont
- Sheyla - Cleodomira Rivadeneira "La Chata"
- José Carlos Femat - Alain Landeta
- Bibelot Mansur - Gudelia
- Christina Pastor - Sara Villegas Campos
- Emilia Carranza - Martha Moreno Vda. de Zárate
- Sharis Cid - Paulina Torres
- Polly - Chabela
- Mario Sauret - Don Tomás
- Adalberto Parra - Lorenzo Boturini
- Adanely Núñez- Engracia
- Rubén Cerda - Padre Nemesio
- Raquel Pankowsky - Sonia
- Benjamin Rivero - Gustavo Vélez
- Alejandro Nones - Julio
- Juan Peláez - Augusto Cienfuegos
- Begona Narvaez - Marissa
- Jorge Ortin - Porfirio/Zeferino
- Alicia Fhar - Roxana
- Loreli - Vanessa
- Priscila Avellaneda - Marcela
- Susy Lu - Natalia
- Daniela Zavala - Paloma
- Jorge Gallegos - Marlon
- Jesús Briones - Braulio
- Thelma Dorantes - Pancracia
- René Mussi - Camilo
- Angeles Balvanera - Cora
- Patricia Reyes Spindola - Fredesvinda Carretas
- Gabriela Mellado - Liliana "Lily" Treviño
- Haydee Navarra - Patricia Soria
- Gloria Sierra - Ximena
- Manuel "Flaco" Ibáñez - Profundo Isimo
- Beatriz Shantal - Rebeca
- María Prado- "Sorcière"
- Rafael Balderrama

## Diffusion internationale
- Canal de las Estrellas (Televisa) : Lundi à Vendredi aux 18:00h
- Canal de las Estrellas Amérique latine (Televisa)
- Gama TV
- Telemicro
- Venevisión
- Canal 3
- La Red (2010-2011)
- Telemetro Panamá
- Canal 9
- Telefuturo
- Red Uno
- Univision